# Січневе (Березівський район)
Січне́ве — село в Україні, у Старомаяківській сільській громаді Березівського району Одеської області в Україні. Населення становить 277 осіб.

## Населення
За переписом населення України 2001 року в селі мешкало 276 осіб.

### Мова
Розподіл населення за рідною мовою за даними перепису 2001 року:
| Мова       | Відсоток |
| ---------- | -------- |
| українська | 97,83 %  |
| румунська  | 1,44 %   |
| російська  | 0,72 %   |